# ساينجق
ساينجق هي قرية في مقاطعة مياندوآب، إيران. يقدر عدد سكانها بـ 114 نسمة بحسب إحصاء 2016.